# Damouzy
Damouzy est une commune française située dans le département des Ardennes, en région Grand Est.

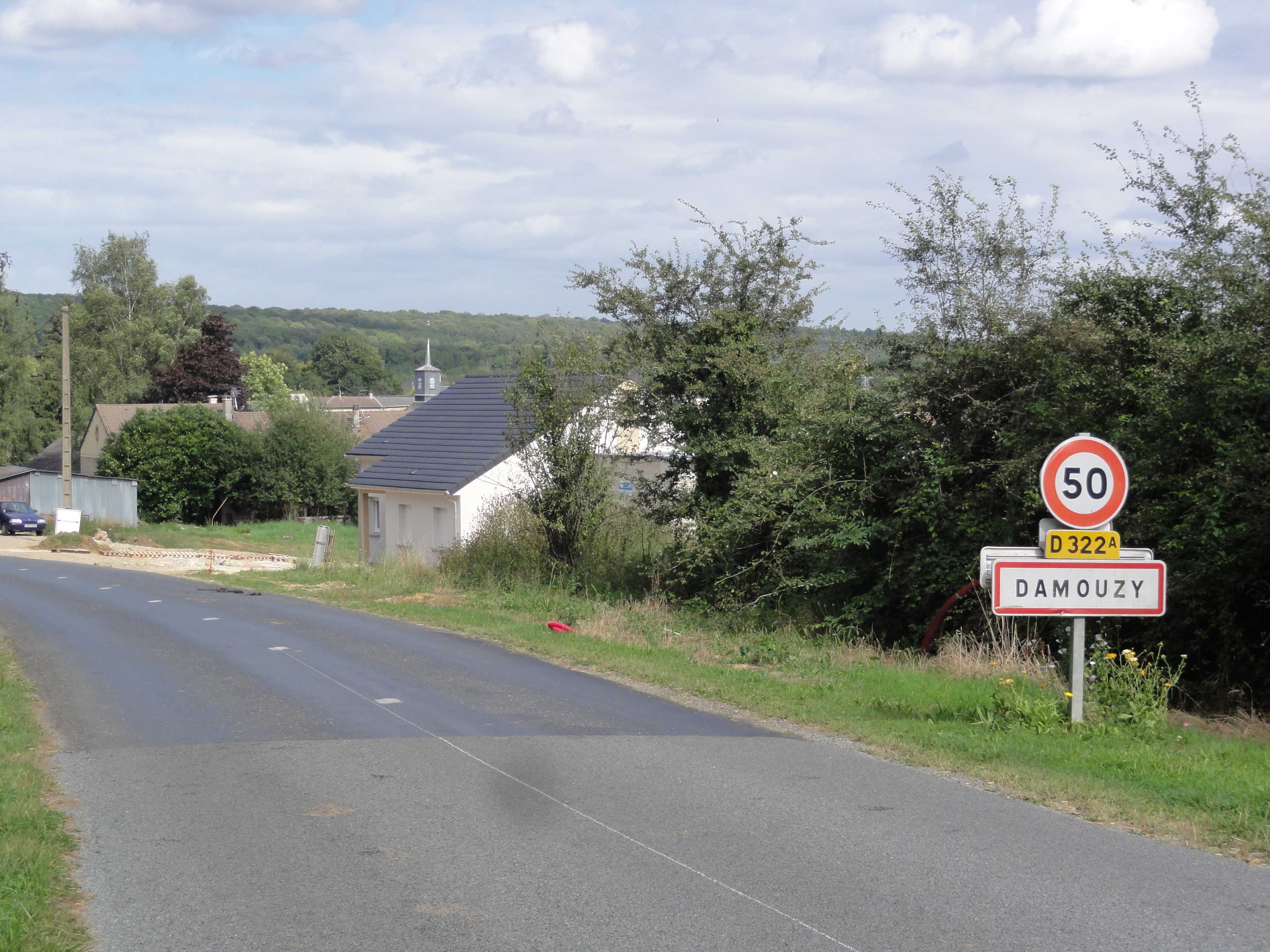
Entrée de Damouzy.

## Géographie

### Localisation
Damouzy est un village situé à 3,2 kilomètres de Charleville-Mézières dont il fait partie de l'aire urbaine.

#### Communes limitrophes
| Montcornet | Prix-lès-Mézières | Prix-lès-Mézières |
| Warcq      | Damouzy           | Prix-lès-Mézières |
| Belval     | Évigny            | La Francheville   |

### Hydrographie
La commune est dans le bassin versant de la Meuse au sein du bassin Rhin-Meuse. Elle est drainée par la Sormonne, le ruisseau de la Butte, le ruisseau du Fond d'Arreux, le ruisseau de la Bassee, le ruisseau de Damouzy, le ruisseau de la Fosse Aux Chaudrons, le ru de Warne, le ruisseau du Pre Allard et le ruisseau de la Soque,.
La Sormonne, d'une longueur de 56 km, prend sa source dans la commune de Taillette et se jette  dans la Meuse à Warcq, après avoir traversé 23 communes.

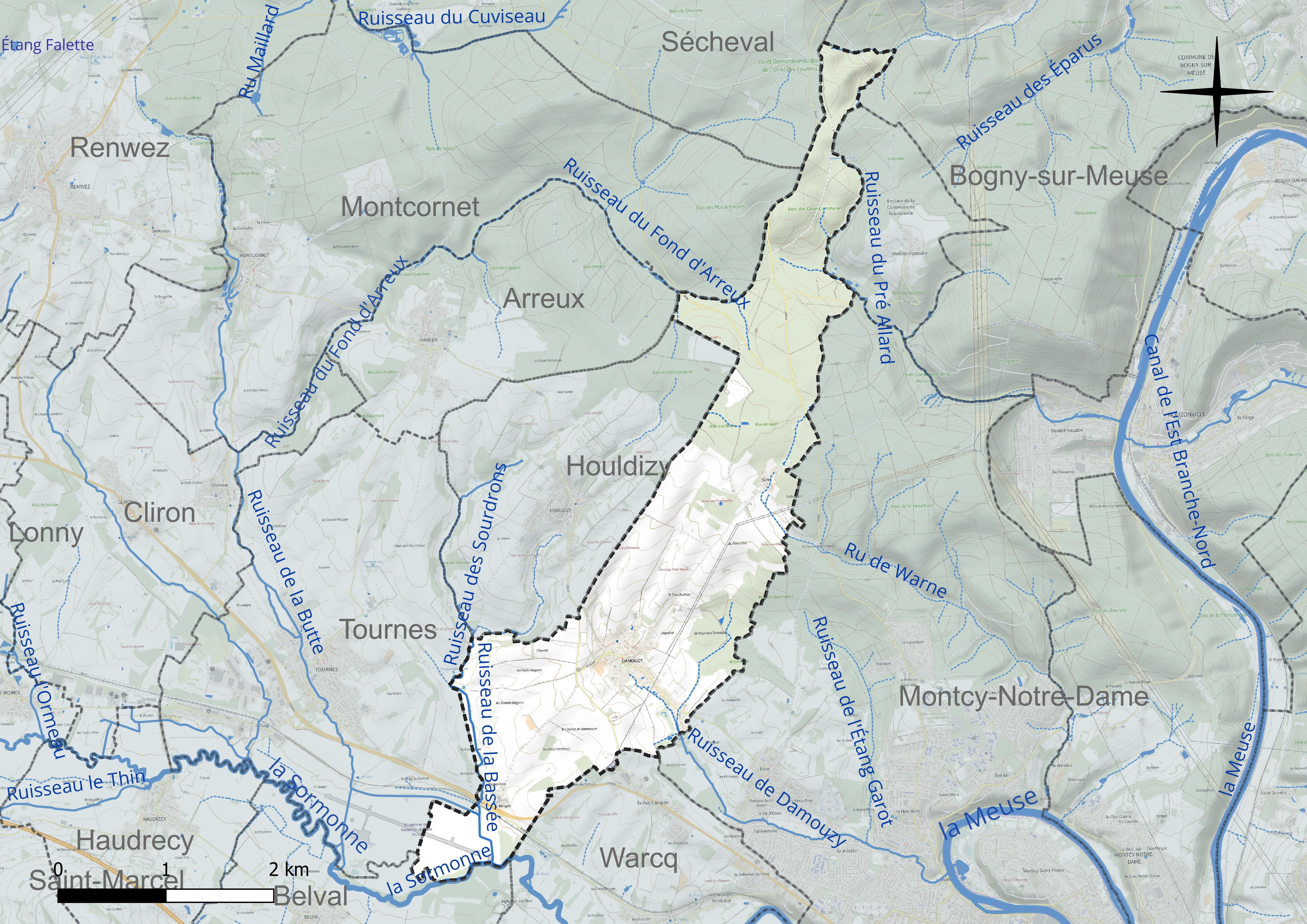
Réseau hydrographique de Damouzy.

### Climat
Pour des articles plus généraux, voir Climat du Grand Est et Climat des Ardennes.
En 2010, le climat de la commune est de type climat des marges montargnardes, selon une étude du Centre national de la recherche scientifique s'appuyant sur une série de données couvrant la période 1971-2000. En 2020, Météo-France publie une typologie des climats de la France métropolitaine dans laquelle la commune est exposée à un climat océanique altéré et est dans la région climatique Lorraine, plateau de Langres, Morvan, caractérisée par un hiver rude (1,5 °C), des vents modérés et des brouillards fréquents en automne et hiver.
Pour la période 1971-2000, la température annuelle moyenne est de 9,8 °C, avec une amplitude thermique annuelle de 15,2 °C. Le cumul annuel moyen de précipitations est de 938 mm, avec 13,6 jours de précipitations en janvier et 9,6 jours en juillet. Pour la période 1991-2020, la température moyenne annuelle observée sur la station météorologique de Météo-France la plus proche, « Charleville-Méz. », sur la commune de Charleville-Mézières à 4 km à vol d'oiseau, est de 9,9 °C et le cumul annuel moyen de précipitations est de 928,4 mm. 
La température maximale relevée sur cette station est de 39,2 °C, atteinte le 25 juillet 2019 ; la température minimale est de −17,5 °C, atteinte le 1er janvier 1997,,.
Les paramètres climatiques de la commune ont été estimés pour le milieu du siècle (2041-2070) selon différents scénarios d'émission de gaz à effet de serre à partir des nouvelles projections climatiques de référence DRIAS-2020. Ils sont consultables sur un site dédié publié par Météo-France en novembre 2022.

## Urbanisme

### Typologie
Au 1er janvier 2024, Damouzy est catégorisée commune rurale à habitat dispersé, selon la nouvelle grille communale de densité à 7 niveaux définie par l'Insee en 2022.
Elle est située hors unité urbaine. Par ailleurs la commune fait partie de l'aire d'attraction de Charleville-Mézières, dont elle est une commune de la couronne,. Cette aire, qui regroupe 132 communes, est catégorisée dans les aires de 50 000 à moins de 200 000 habitants,.

### Occupation des sols
L'occupation des sols de la commune, telle qu'elle ressort de la base de données européenne d’occupation biophysique des sols Corine Land Cover (CLC), est marquée par l'importance des territoires agricoles (56,3 % en 2018), une proportion identique à celle de 1990 (56,3 %). La répartition détaillée en 2018 est la suivante : 
prairies (37 %), forêts (36,8 %), terres arables (19,3 %), zones industrielles ou commerciales et réseaux de communication (3,9 %), zones urbanisées (3 %). L'évolution de l’occupation des sols de la commune et de ses infrastructures peut être observée sur les différentes représentations cartographiques du territoire : la carte de Cassini (XVIIIe siècle), la carte d'état-major (1820-1866) et les cartes ou photos aériennes de l'IGN pour la période actuelle (1950 à aujourd'hui).

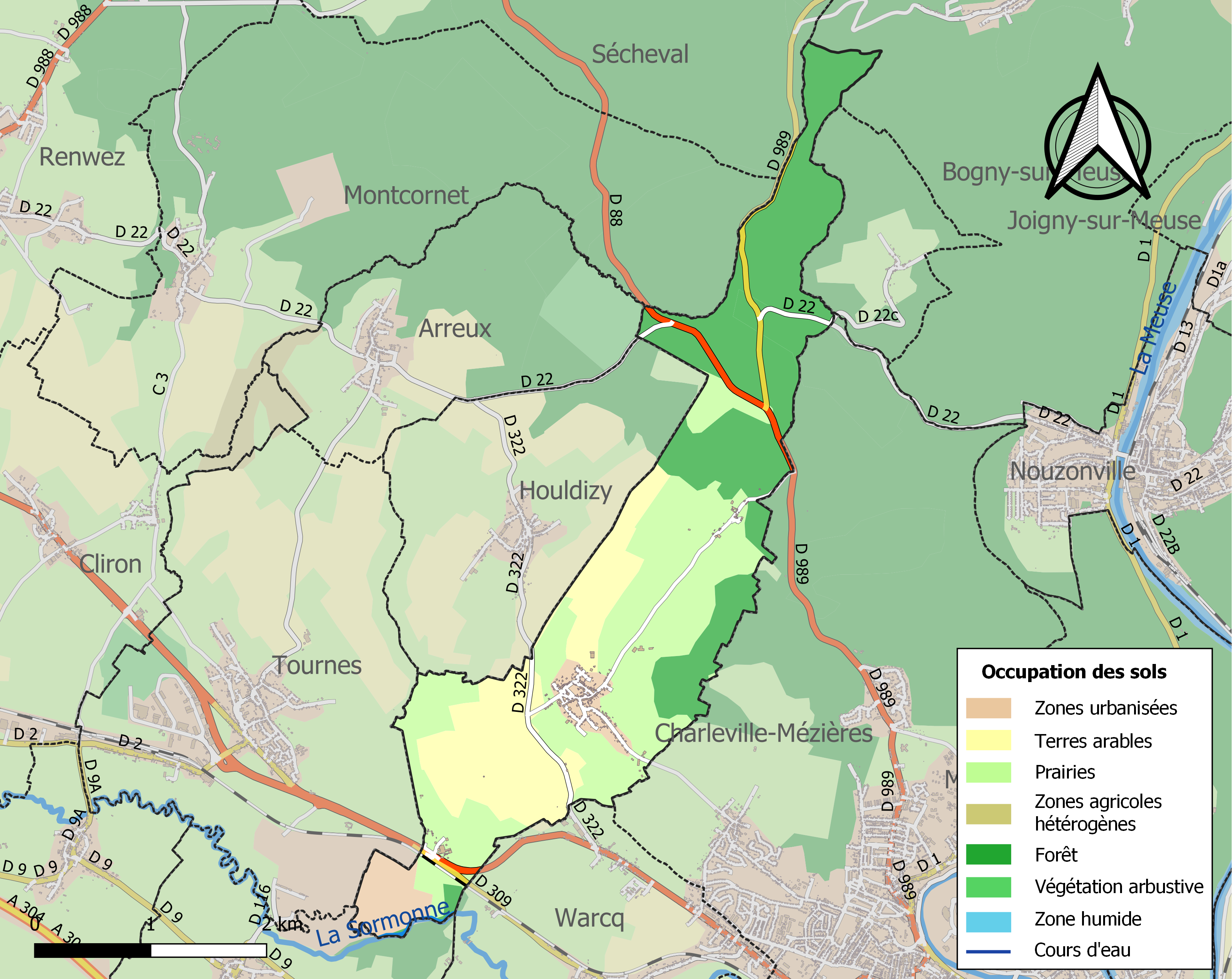
Carte des infrastructures et de l'occupation des sols de la commune en 2018 (CLC).

## Toponymie
La documentation conservée mentionne les dénominations suivantes : Damousy (1325), Damouxy (1422), Damouzis (1385), Damousie (1422, 1657), Damouzys (1425), Damousis (XVIe siècle), Damouzy (1650).

## Histoire
Un tronçon de voie romaine, continuation de la route de Warcq, passe sur le territoire de Damouzy.
Damouzy appartenait au comté, puis duché de Rethel-Mazarin, à la prévôté de Warcq, au bailliage de Sainte-Menehould, au présidial de Châlons-sur-Marne, et dans le ressort du parlement de Paris.
Lors de la guerre de la Fronde, les troupes du baron d'Arlach et du baron de Rosen ravagent Damouzy et les paroisses avoisinantes et réclament à chaque habitant une contribution.
En 1657, la paroisse compte 45 habitants
À la Révolution, la paroisse est rattachée au canton d'Étion, puis à celui de Charleville. 

## Politique et administration
| Période                                  | Période    | Identité             | Étiquette | Qualité           |
| ---------------------------------------- | ---------- | -------------------- | --------- | ----------------- |
| avant 1875                               | après 1875 | Gridaine             |           |                   |
| 1993                                     | mai 2020   | Ginette Jaloux       |           |                   |
| mai 2020                                 | En cours   | Christian Schneider, |           | Chef d'entreprise |
| Les données manquantes sont à compléter. |            |                      |           |                   |

En 2020, la maire sortante, Ginette Jaloux est tombée malade de la Covid-19 après le 1er tour, en mars. Son successeur, Christian Schneider, qui faisait partie de l’équipe municipale précédente et qui avait animé une liste qu'elle a soutenue, n'est pas tombé malade. Même si le premier tout a vu la totalité des conseillers élus, il n’a pu prendre ses fonctions, conformément à la loi, qu'une fois le nouveau conseil installé et sa désignation comme maire effectuée par cette nouvelle équipe.

## Démographie
L'évolution du nombre d'habitants est connue à travers les recensements de la population effectués dans la commune depuis 1793. Pour les communes de moins de 10 000 habitants, une enquête de recensement portant sur toute la population est réalisée tous les cinq ans, les populations de référence des années intermédiaires étant quant à elles estimées par interpolation ou extrapolation. Pour la commune, le premier recensement exhaustif entrant dans le cadre du nouveau dispositif a été réalisé en 2006.

En 2022, la commune comptait 428 habitants, en évolution de −1,15 % par rapport à 2016 (Ardennes : −2,97 %, France hors Mayotte : +2,11 %).
| 1793 | 1800 | 1806 | 1821 | 1831 | 1836 | 1841 | 1846 | 1851 |
| ---- | ---- | ---- | ---- | ---- | ---- | ---- | ---- | ---- |
| 249  | 298  | 320  | 375  | 454  | 450  | 438  | 465  | 450  |

| 1866 | 1872 | 1876 | 1881 | 1886 | 1891 | 1896 | 1901 | 1906 |
| ---- | ---- | ---- | ---- | ---- | ---- | ---- | ---- | ---- |
| 423  | 428  | 413  | 381  | 374  | 368  | 347  | 327  | 348  |

| 1911 | 1921 | 1926 | 1931 | 1936 | 1946 | 1954 | 1962 | 1968 |
| ---- | ---- | ---- | ---- | ---- | ---- | ---- | ---- | ---- |
| 292  | 257  | 265  | 244  | 255  | 194  | 232  | 248  | 292  |

| 1975 | 1982 | 1990 | 1999 | 2006 | 2011 | 2016 | 2021 | 2022 |
| ---- | ---- | ---- | ---- | ---- | ---- | ---- | ---- | ---- |
| 339  | 373  | 428  | 448  | 429  | 414  | 433  | 438  | 428  |

## Culture locale et patrimoine

### Lieux et monuments
- Église Saint-Rémy.
- Chapelle Notre-Dame-du-Rosaire de Sorel.

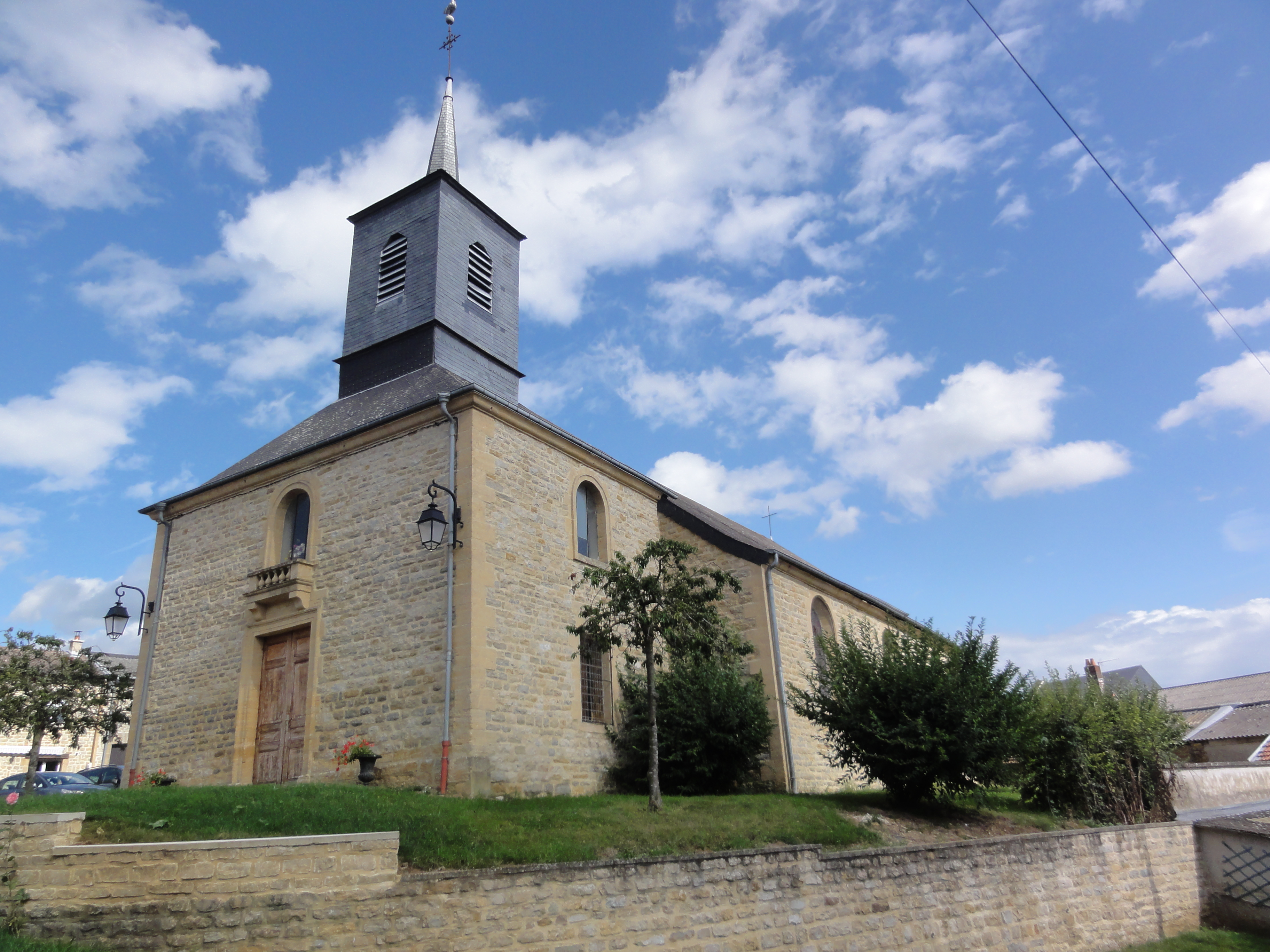
Église Saint-Rémy.
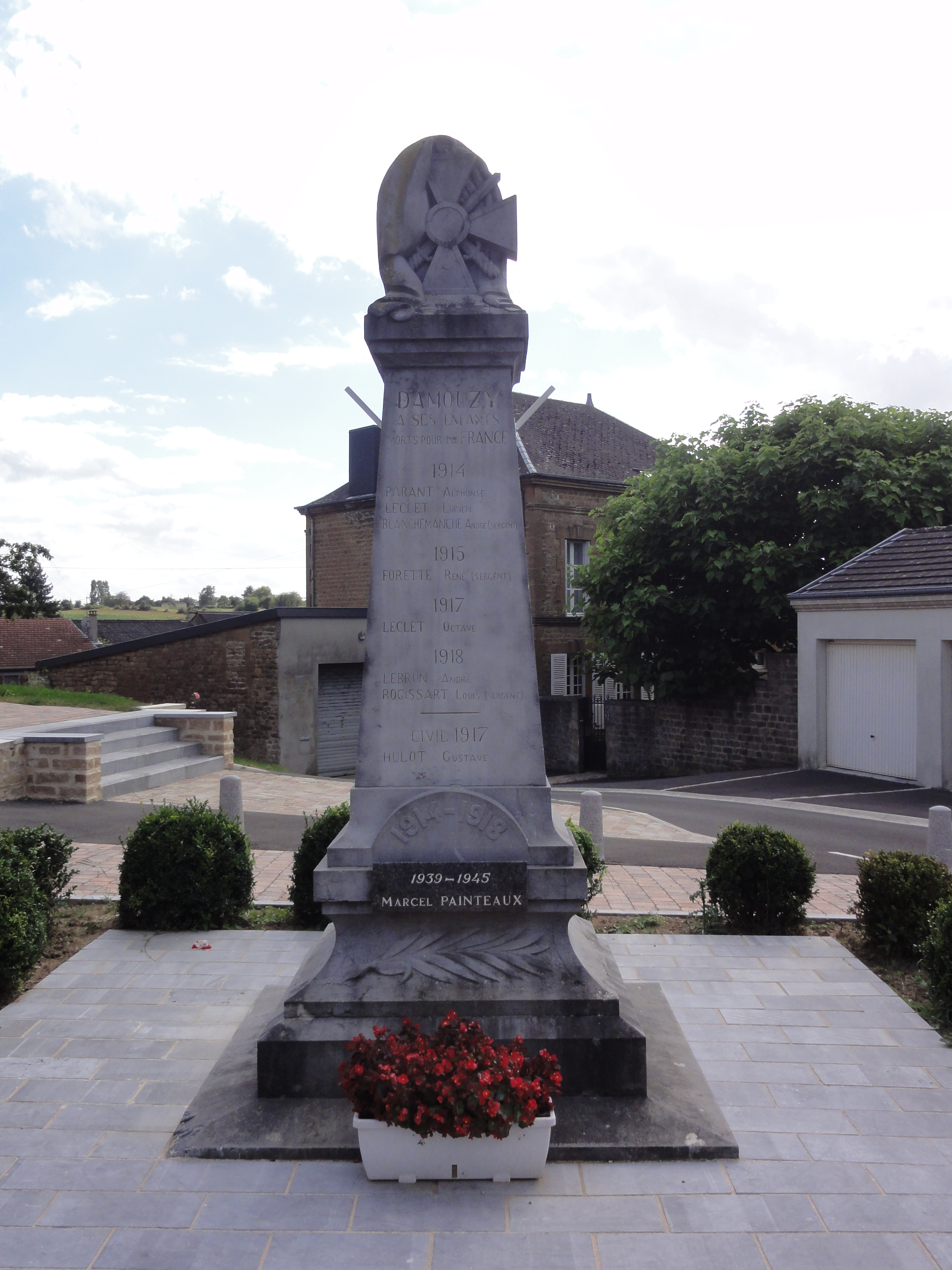
Monument aux morts.
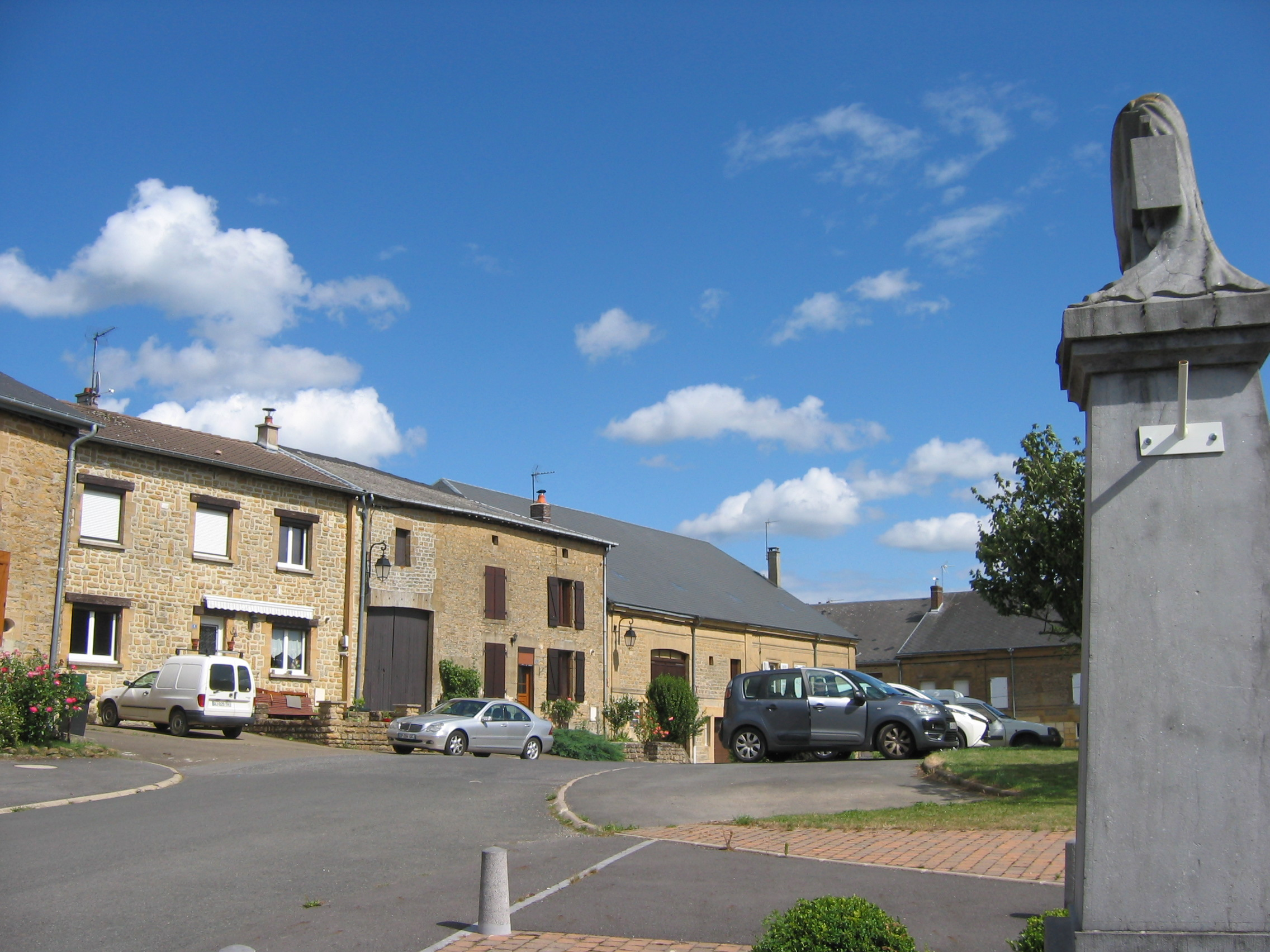
Centre du village.

### Personnalités liées à la commune
Nicolas Martinet, soldat de la Révolution, adjudant-major, membre de la Légion d'honneur.

### Héraldique
| Blason de Damouzy | Blason  | D'azur au pal d'argent chargé en cœur d'une croisette pattée de gueules, adextré d'une crosse contournée d'or et senestré d'une clé à deux pannetons contournée du même. |
| Blason de Damouzy | Détails | Le statut officiel du blason reste à déterminer. |

## Sources archivistiques
Archives nationales : N III, Ardennes, 32-34-S, 4946 et 4947, 5259, 5277, 5279, 5280, 5284 à 89
Archives des Ardennes : séries E et G.
Archives princières de Monaco : T. 63, 105, 460, 463, 538, 552.